# Trochosa insignis
Trochosa insignis är en spindelart som beskrevs av O. Pickard-Cambridge 1898. Trochosa insignis ingår i släktet Trochosa och familjen vargspindlar.
Artens utbredningsområde är Costa Rica. Inga underarter finns listade i Catalogue of Life.